# Az elefántkirály
Az elefántkirály (eredeti cím: The Elephant King) 2006-ban bemutatott amerikai-thaiföldi filmdráma, írója és rendezője Seth Grossman.

## Történet
Egy fiatal testvérpár, Jake és Oliver Hunt kapcsolatáról szól a film. Az idősebb fiú Thaiföldön éli korlátok nélküli életét, miközben öccse depressziós. Megkéri, hogy látogassa meg, bár kettejük között a testvéri szeretet mellett eltérő jellemük miatti erős feszültség húzódik. Anyjuk az szeretné, ha inkább Jake menne haza. Azonban Oliver utazik, mely során megnyílik és beleszeret egy helyi lányba, ami újabb konfliktust szül.

## Háttér
A film teljes kísérőzenéjét és a thaiföldi jelenetek során a rádióból hallható dallamokat is Balázs Ádám írta. A felvételek Budapesten, New Yorkban és Los Angelesben készültek. A kim szólamát több helyen Balogh Kálmán játszotta cimbalmon, illetve fúvós hangszereken Birinyi József is közreműködött, mivel a thai népi muzsikusok nem tudták lejátszani a nekik komponált anyagot.
A filmet 2006. április 26-án mutatták be a New York-i Tribeca Filmfesztiválon. Főszerepekben Tate Ellington, Jonno Roberts, Florence Faivre, és az Oscar-díjas Ellen Burstyn látható.

## Szereplők
- Ellen Burstyn – Diana Hunt
- Tate Ellington – Oliver Hunt
- Florence Faivre – Lek
- Jonno Roberts – Jake Hunt
- Josef Sommer – Bill Hunt
- Debra Azar – Linda

## Díjak
- legjobb színész (Tate Ellington) – Brooklyn Nemzetközi Filmfesztivál 2007[4]
- közönségdíj – Oxford Filmfesztivál, Mississippi, USA 2008[5]
- arany medál (Balázs Ádám) – rendezők választása, legnagyobb hatású nagyjátékfilmzene kategória – Park City Film Music Festival 2008[6]
- legjobb filmzene (Balázs Ádám),[7] legjobb film (Seth Grossman)[8] – Sacramentói Nemzetközi Filmfesztivál 2007
- legjobb nagyjátékfilm, Best-in-the-Fest (Seth Grossman) – SoCal Independent Film Festival 2007[9]